# 伊達処時
伊達 処時（だて すみとき、旧字体・正式表記: 伊達處時、生没年不詳）は、久保田藩重臣。国分氏の後身の秋田伊達氏4代目当主。先代の伊達隆宗（外記）の子。通称は一十郎。内室は久保田藩重臣大山因幡の娘、同藩家老の梅津茂右衛門の娘で渋江光重の妹。
歴代の秋田伊達氏当主と同じく、藩主佐竹義処より偏諱を拝領する。実子は真壁掃部助室の1女のみで男子はなく、祖父伊達宣宗（左門）の実家である佐竹東家佐竹義秀（中務）の子の伊達処宗を養子とした。